# 倉井敏磨
倉井 敏磨（くらい としきよ、1952年1月9日 - ）は、日本の実業家。三菱ガス化学代表取締役社長を経て、同社代表取締役会長、日本無機薬品協会副会長。

## 人物・来歴
新潟県新潟市出身。新潟県立新潟高等学校を経て、1975年東北大学工学部卒業、三菱瓦斯化学（現三菱ガス化学）入社。2003年機能化学品カンパニー無機化学品事業部長。2006年執行役員機能化学品カンパニー無機化学品事業部長。2008年執行役員機能化学品カンパニープレジデント。2009年取締役常務執行役員に昇格。2012年代表取締役専務執行役員。2013年から代表取締役社長を務め、M&Aやトリニダード・トバゴでの生産体制整備などを進めた。2016年度市村産業賞本賞受賞。2018年三菱ガス化学記念財団理事長、日本化学工業協会理事。2019年三菱ガス化学代表取締役会長に就任。日本無機薬品協会副会長等も務めた。